# أوروغواي مونتفيدو
نادي أوروغواي مونتيفيديو لكرة القدم (بالإسبانية: Uruguay Montevideo Football Club) هو نادي كرة قدم من مونتيفيديو في الأوروغواي .